# Fear Effect Sedna
Fear Effect Sedna è un videogioco indie, sviluppato da Sushee e pubblicato da Forever Entertainment su licenza di Square Enix Collective. Lo sviluppo del gioco è stato finanziato tramite una campagna Kickstarter. È il terzo capitolo della serie Fear Effect ed è stato pubblicato il 6 marzo 2018 per Microsoft Windows, PlayStation 4, Xbox One e Nintendo Switch.